# Dâtura
«Dâtura» es una canción de la cantante y compositora Tori Amos publicada en su álbum To Venus and back. La canción fue escrita por Tori Amos teniendo una duración de 8 minutos 25 segundos y apareciendo en la posición número nueve del álbum.

## Composición e inspiración
Según Tori, no se «encontraba de muy buen humor ese día» y se suponía que tenían que estar «componiendo otra cosa, y no estaba encajando». «Matt Chamberlain estaba por allí, pero aún no había aparecido — ni Steve Caton ni Jon Evans habían llegado todavía». Así que se le ocurrió hacer algo sobre su jardín. «Tengo una lista de mi jardinero acerca de todo lo que hay en mi jardín aún con vida».
La canción es una lista de plantas que en ese momento tenía la cantante en su jardín intercaladas con algunas frases como «get out of my garden». De fondo, se oyen algunos sintetizadores y el piano tocado por Tori.

## Plantas que aparecen en la canción
Una de las plantas que aparece — cuatro veces — y que da el nombre a la canción es: Dâtura o Datura, aunque en la canción aparece bajo la primera forma. Es una planta alucinógena de la que «si tomas muchas hojas para adentrarte en ella — a pesar de no tener potencial para alterar el estado de la mente, como la Belladonna — si no te adentras correctamente, espero que te guste volar...»
Otras plantas son: passion vine, snow-on-the-mountain, variegated shell ginger, awabuki wiburnum, walking iris, senna, frangipani — dos veces —, downy jassmine.

## Estructura de la canción
La estructura básica es ABAC, de la cual A es la parte más importante de la canción.
La canción empieza con un complejo riff de bajo acompañado de algunos acordes de la mano derecha y Amos citando los nombres de las plantas. También grita «get out of my garden». La duración de esta primera y tercera parte es más interesante, ya que consiste en una combinación de 6/7, 7/8, 8/8 y 9/8 compases, creando una compleja estructura que es difícil de reproducir. Esta parte está compuesta en la nota re ♭ mayor.
El puente de la canción es un compás simple de 4/4 y la nota es fa ♭ mayor. Es la parte más melódica de la canción en la que Amos canta: «Is there room in my heart for you to follow your heart and not need more blood from the tip of your star?»
La coda de la canción empieza casi a la mitad y está en fa ♭ mayo de nuevo. En ella Amos lenta y solemnemente canta: «Dividing Canaan. Piece by piece»